# Daniel Deng Bul Yak
Daniel Deng Bul Yak (Tuic, distrito de Bor, Juncáli, 2 de janeiro de 1950) foi arcebispo de Juba de 2008 a 2018 e quarto primaz da Igreja Episcopal do Sudão do Sul (ECSS).

## Educação e início de ministério
Daniel Deng Bul Yak cresceu em uma pequena vila no Sudão do Sul. Ele tem ascendência Dinca. Foi educado em Adong e Cartum e aos dezessete anos começou a trabalhar como evangelista para os Dincas que viviam em Cartum.
Deng Bul é casado com Mama Deborah Abuk Atem e tem cinco filhos e três netos.
Em 1975, Daniel começou a treinar para o ministério e recebeu seu certificado do Bishop Gwynne Theological College em Juba em 1977. Ele fez mais estudos de pós-graduação no Virginia Theological Seminary de 1995 a 1997, recebendo um diploma em teologia; segundo ele, a primeira escola que frequentou que não foi posteriormente destruída pelas tropas governamentais.
Ordenado diácono em 1977 e padre em 1978 para a diocese anglicana de Cartum, ele serviu de 1978 a 1988 em Porto Sudão plantando várias igrejas e abrindo escolas, clínicas e programas de treinamento vocacional. Em 1988, ele se mudou para Renk, na região do Grande Nilo Superior, para evangelizar a região e construiu a primeira igreja em na cidade de Renk.

## Bispo
Após ser consagrado primeiro bispo da Diocese de Renk em 1995, construiu várias escolas e uma faculdade de teologia. Além de suas funções na diocese, ele também serviu a toda a Episcopal Church of Sudan (ECS) em diversas funções, como bispo interino da Diocese de Malakal de 2000 a 2003, bispo interino da Diocese de Yei de 2007 a 2008, presidente do Comitê de Justiça e Paz da ECS, presidente do comitê de avaliação e criação da nova Diocese da ECS, secretário do Conselho Episcopal a partir de 1997, presidente do Comitê Executivo do Conselho de Igrejas do Sudão (SCC) de 1994 a 1995, presidente da Associação de Assistência ao Sudão (SUDRA) de 2000 a 2003.
Após o acordo de paz em 2005, cuidou da integração de dezenas de milhares de refugiados que regressaram. Em 2008 ele recebeu um doutorado honorário do Virginia Theology Seminary.

## Arcebispo
Quando Joseph Marona, o Primaz da Igreja Episcopal do Sudão, renunciou devido à doença no final de 2007, Deng Bul foi eleito no primeiro turno entre três candidatos e empossado em 20 de abril de 2008 em uma liturgia de quatro horas, na Catedral de Todos os Santos em Juba. Além de numerosos bispos de outras províncias anglicanas, Salva Kiir Mayardit, Presidente do Sudão do Sul, também participou da cerimônia de sua instalação como Arcebispo do Sudão e Bispo de Juba.

### Independência e divisão da província
Como arcebispo, ele desempenhou um papel proeminente na formação de um Sudão do Sul independente e como mediador entre as facções em guerra que dividiram o novo país. Em 2011, com a independência, o Sudão se tornou uma província interna dentro da Igreja Anglicana do Sudão do Sul e Sudão. O Arcebispo Deng Bul continuou supervisionando a igreja nos dois países. Ele apoiou a decisão de renomear a igreja como Província da Igreja Episcopal do Sudão do Sul e Sudão, em novembro de 2013. Apenas em 2017, o Sudão se tornou uma Província separada por direito próprio como a 39º da Comunhão Anglicana. Instalada pelo Arcebispo de Canterbury, Justin Welby, Ezekiel Kondo, Arcebispo de Cartum, se tornou o primeiro primaz da nova província em 30 de julho de 2017. A província original, ainda com Deng Bul, continuou como Igreja Episcopal do Sudão do Sul (ECSS).

### Realinhamento anglicano
Deng criticou publicamente a decisão de nomear abertamente Gene Robinson, um homem assumidamente gay, como bispo. Em 22 de julho de 2008, em uma coletiva de imprensa pública durante a Conferência de Lambeth, Deng pediu que Robinson renunciasse ao cargo de bispo e que os bispos que participaram de sua consagração se arrependessem. Deng disse que ocupava tal posição para evitar um cisma no corpo anglicano.
Ele apoiou a decisão da Casa dos Bispos da Igreja Episcopal do Sudão de romper a comunhão com a Igreja Episcopal dos Estados Unidos no sínodo geral que ocorreu de 14 a 16 de novembro de 2011. Após a reunião de 25 a 28 de novembro de 2015, a Câmara dos Bispos da Província Anglicana do Sudão do Sul e do Sudão anunciou que reconheceu formalmente a Igreja Anglicana na América do Norte (ACNA). Eles também recomendaram que o Reverendíssimo Dr. Daniel Deng Bul, Arcebispo da Igreja do Sudão do Sul e do Sudão, estabelecesse um relacionamento mais próximo com a ACNA. Ao mesmo tempo, foi decidido encerrar quaisquer laços formais com a Igreja Episcopal, devido às suas resoluções que redefiniram o casamento e não estão em conformidade com as Escrituras, em sua opinião. A Câmara dos Bispos também recomendou que seu Sínodo Provincial rompesse qualquer relacionamento com outra província ou diocese que aprovasse a bênção de uniões entre pessoas do mesmo sexo.
Como defensor do realinhamento anglicano, foi membro do conselho de primatas da Global Anglican Future Conference (GAFCON) e do grupo de primatas do Sul Global.
Apesar disso, no final de 2016, Deng Bul consagrou Elizabeth Awut Ngor para servir como bispo assistente na Diocese de Rumbek. Isso fez da Igreja Episcopal do Sudão do Sul a primeira província alinhada à GAFCON a ter consagrado uma mulher como bispo. A consagração foi controversa, sendo contrária à política oficial da GAFCON que, de acordo com uma moratória aprovada, não permite que mulheres sejam ordenadas como bispos. O GAFCON respondeu que a consagração de Elizabeth Awut foi uma anomalia, não uma mudança na doutrina ou disciplina.